# Alice Treff
Alice Treff (ur. 4 czerwca 1906 w Schönebergu, zm. 8 lutego 2003 w Berlinie) – niemiecka aktorka teatralna, filmowa, telewizyjna i dubbingowa.

## Filmografia
- 1932: Melodie der Liebe – Lilli
- 1932: Peter Voß, der Millionendieb – Polly
- 1937: Szalona Claudette (Der Unwiderstehliche) – kobieta chcąca gotować
- 1940: Ta, której pragnę (Frau nach Maß) – panna Mümmelmann
- 1945: Gdzie jest pan Belling? (Wo ist Herr Belling?) – dr Hardt
- 1947: W tamtych dniach (In jenen Tagen) – Elisabeth Buschenhagen
- 1951: Przemytnicy (Sündige Grenze) – matka Waltersa
- 1953: Niezwyciężeni (Die Unbesiegbaren) – pani Schulz
- 1953: Kwiat Hawaju (Die Blume von Hawaii) – nauczycielka Rathje
- 1954: Canaris – panna Winter
- 1955: Dzieci, matki i generał (Kinder, Mütter und ein General) – matka
- 1957: Wyznania hochsztaplera Feliksa Krulla (Bekenntnisse des Hochstaplers Felix Krull) – matka de Venosta
- 1957: Nieusprawiedliwiona godzina (Die unentschuldigte Stunde) – pani Haslinger
- 1958: Czas życia i czas śmierci (A Time to Love and a Time to Die) – pani Langer
- 1963: Czarny opat (Der Schwarze Abt) – lady Joan Chelford
- 1969–1974: Der Kommissar – pani Kettler / pani Kusche / pani Hess (serial TV)
- 1978–1988: Derrick – Margarete Schübel / pani Riebeck / Eliane von Haidersfeld / pani Weiler / pani von Wedel (serial TV)
- 1982: Doktor Faustus – ciotka Isabeau
- 1996: Kobra – oddział specjalny (Alarm für Cobra 11 – Die Autobahnpolizei) – Vivienne (odcinek serialu TV)
- 2001: Stacja końcowa (Endstation Tanke) – wdowa Kurländer
- 2001: Leo i Klara (Leo und Claire) – Lilo Katzenberger starsza